# Daqingshanite-(Ce)
La daqingshanite-(Ce) è un minerale.